# مديرية جبلة

تعديل مصدري - تعديل

مديرية جبلة إحدى مديريات محافظة إب في وسط اليمن. بلغ عدد سكانها 112481 نسمة عام 2004.

## تاريخ
مع أن جبلة مدينة زراعية، إلا أنها تعد من المدن الأثرية القديمة، وهي أيضاً تمتاز بطبيعة خلابة، وفيها متحف الملكة أروى. وقد حكمت الملكة أروى بنت أحمد الصليحي اليمن وكانت جبلة عاصمة لها. كان قصر الملكة أروى يحتوي على 360 غرفة على عدد أيام السنة، وكانت تنام كل يوم في غرفة. وفيها مسجد الملكة أروى بنت أحمد الصليحي الذي يرجع تاريخه إلى عهد سيف بن ذي يزن.